# 罗达赫河
50°09′26″N 11°09′12″E / 50.157147°N 11.153289°E

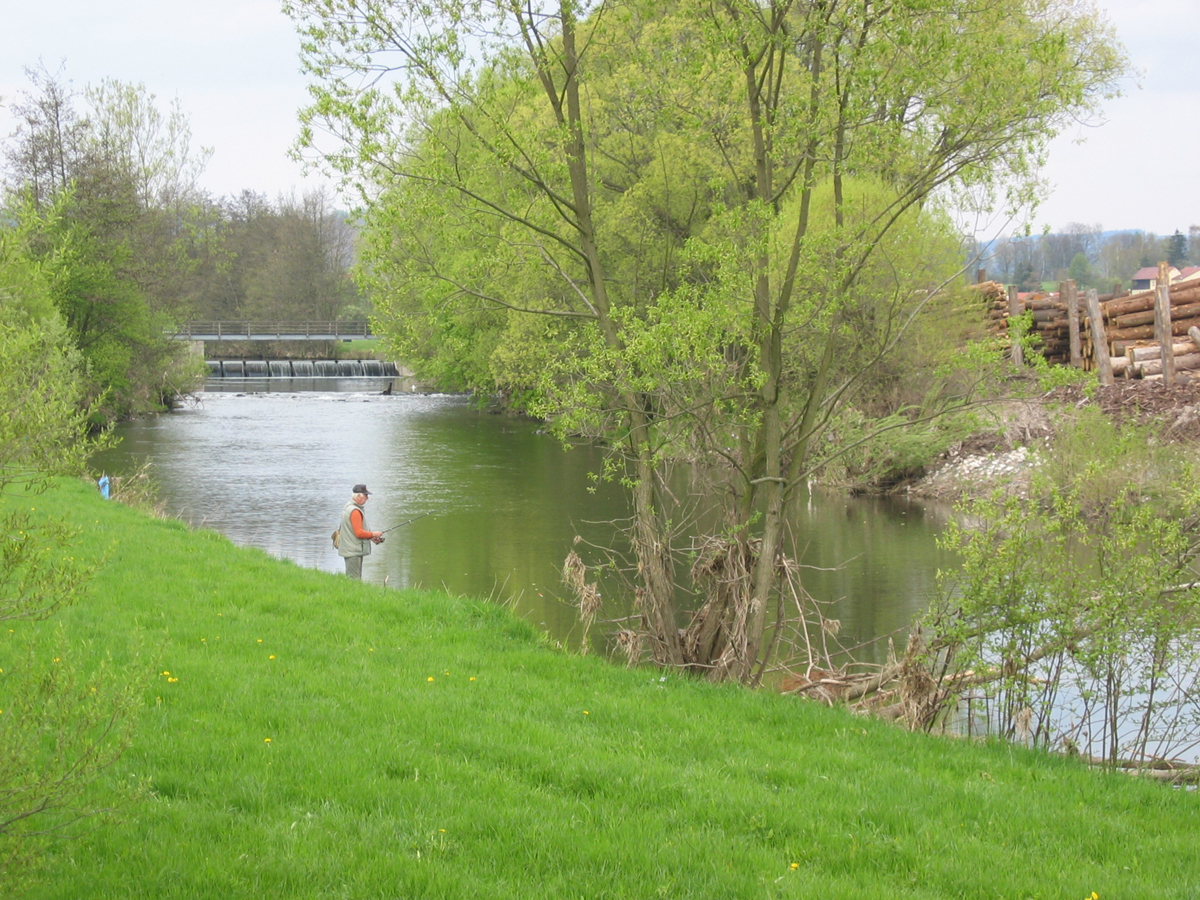

羅達赫河（德語：Rodach）是德國巴伐利亚州的河流，位於該國東南部，屬於美因河的右支流，河道全長53公里，流域面積1,010平方公里，河口處在美因河畔霍赫施塔特。